# Kapela Pazzi
Kapela Pazzi (tal.: Cappella dei Pazzi) je kapela unutar južnog klaustra Bazilike Svetog Križa u Firenci; djelo arhitekta Filippo Brunelleschija iz 1446., koja se drži za najrevolucionarniju građevinu svog doba - rane renesanse. 
Kapitelsku dvoranu samostana financirala je obitelj Pazzi, čije je bogatstvo bilo drugo u Firenci, odmah poslije obitelji Medici, te je nazvana po njima. Kapela je dovršena od 1442. – 1446., gotovo dvadeset godina poslije smrti njezina arhitekta koji ju je dizajnirao oko 1429. god. Stoga neki smatraju kako je doista on odgovoran za njezin plan, ali za njezinu izvedbu i izgradnju kreditiraju arhitekte kao što su Giuliano da Maiano ili Michelozzo
Brunelleschi je na njoj uklopio sve već poznate arhitektonske elemente (polukružni luk, bačvasti svod, trijumfalni luk, arkade, kupola, narteks, centralni tip, grčki križ, kasetiranje, grčki stupovni redovi i zlatni rez) u nov i jedinstven sklop. Na pročelju ima red korintskih stupova koje u sredini prekida polukružni luk čime se naglašavaju ulazna vrata u kapelu. Samo pročelje je kao narteks ranokršćanske crkve. 
Na tlocrtu se vidi mali atrij kroz koji se ulazi u jednostavan pravokutni prostor, presvođen u sredini kupolom, a sa strane bačvastim svodom. Oltar je smješten u pravokutnoj niši, također presvođenu kupolom. Njoj simetrično odgovara kupola u atriju. 
Građevina je proporcionalna i sastavljena od geometrijskih, pravilnih, jednostavnih likova i tijela. Tlocrt je pravokutna mreža u kojoj je modul raspon između dva stupa (travej). Unutrašnjost je jednostavna, pregledna i statična, a ukrašena je kontrastom sive boje i bjeline zida. Tamnosivom bojom i plitkim reljefom su istaknute granice arhitektonskih dijelova koji su geometrijski i uključuju pod i kupolu. 
Svjetlost ulazi ravnomjerno kroz prozore pored vrata i na kupoli, te osvjetljava svaki dio i pogoduje preglednosti, jasnoći i statičnosti prostora. Fasada također djeluje statično i mirno jer su vertikale i horizontale uravnotežene. Proporcionalnost (prozor – arkada: čitav prostor) je ostvarena po zakonu zlatnog reza.
Okrugle medaljone apostola koji sjede načinio je Luca Della Robbia, koji je također načinio i dekoracije na kupoli predvorja. Pretpostavlja se kako je unutarnje medaljone evanđelista načinio sam Donatello.
- Kupola kapele trijema.
- Detalj unutrašnjosti s Donatelovim reljefima Evanđelista.